# Krustpils
Krustpils è un comune della Lettonia appartenente alla regione storica della Letgallia di 6.827 abitanti (dati 2009).

## Località
Il comune è stato istituito nel 2009 ed è formato dalle seguenti località:
- Atašiene
- Krustpils
- Kūkas
- Mežāre
- Varieši
- Vīpe

La sede amministrativa è situata nella città di Jēkabpils che non è compresa nel territorio comunale